# علي نور الدين العنيزي
علي نور الدين العنيزي (1904 - 1983)، سياسي ليبي. كان أول محافظ لمصرف ليبيا المركزي.

كان قبل استقلال ليبيا عضواً في هيئة تحرير ليبيا، وتمكن حينها من إقناع إميل سان لو، مندوب هايتي لدى الأمم المتحدة، أن يصوت ضد مشروع بيفن سفورزا الرامي إلى جعل مناطق ليبيا الثلاث (طرابلس، وبرقة، وفزان) تحت انتداب ثلاث دول (إيطاليا، والمملكة المتحدة، وفرنسا على التوالي). وكان صوت سان لو حاسماً في إفشال المشروع، حيث فشل مشروع القرار بفارق صوت واحد هو صوته.
تولى وزارة المالية في الحكومات في السنوات الأولى بعد الاستقلال (1953-1955)، ثم عُين أول محافظ للبنك الوطني الليبي في أبريل 1955، وظل في هذا المنصب حتى مارس 1961.
أصبح بعد ذلك سفيراً في لبنان، ثم تولى وزارة البترول لفترة قصيرة عامي من نوفمبر 1963، إلى مارس 1964.